# Władysław Godyń
Władysław Godyń (ur. w 1921 w Czernej k. Krzeszowic, zm. 8 czerwca 2008 w Krakowie) – polski przedsiębiorca, kolekcjoner sztuki, filantrop.
Władysław Godyń przyszedł na świat w niezamożnej rodzinie. Już po szkole podstawowej musiał pójść do pracy. Podczas okupacji został wywieziony na przymusowe roboty do Niemiec. Po powrocie założył gospodarstwo ogrodnicze, które stało się jego życiową pasją. Ciężka praca w połączeniu z talentem ekonomicznym sprawiły, że gospodarstwo rozwijało się i zaczęło przynosić coraz większe dochody. Specjalizował się szczególnie w hodowli goździków. Dlatego też przez znajomych nazywany był "królem goździków". Dobrze prosperują przedsiębiorstwo pozwoliło na realizację drugiej pasji, jaką było malarstwo. Przez lata zgromadził kolekcję 250 obrazów. Do najcenniejszych należały płótna Jacka Malczewskiego, Józefa Chełmońskiego, Piotra Michałowskiego i Henryka Siemiradzkiego. Równocześnie wykupił na ul. Szerokiej na krakowskim Kazimierzu, dawnej dzielnicy żydowskiej, starą kamienicę, którą po wyremontowaniu zamienił najpierw na galerię sztuki, a następnie na restaurację „Ariel”, przynosząca mu także niezłe dochody. W 1990 r. przekazał gospodarstwo ogrodnicze swoim dzieciom, wysprzedał obrazy i całkowicie poświęcił się działalności charytatywnej.
W 1996 sfinansował budowę domu dla 70 bezdomnych kobiet w Krakowie, prowadzonym przez siostry albertynki, a w 1997 r. wsparł budowę Domu Przyjaciół dla osób niepełnosprawnych w Radwanowicach, prowadzonym przez Fundację im. Beata Alberta. W 2000 r. zakupił i wyremontował w Kostrzu dom dla repatriantów z Kazachstanu. W latach 2001 – 2003 sfinansował budowę w Krakowie schroniska dla 42 bezdomnych mężczyzn, prowadzonym przez braci albertynów, schroniska dla bezdomnych kobiet, prowadzonym przez Caritas, oraz domu stałego pobytu dla osób starszym, niepełnosprawnym i pozbawionym opieki z Kazachstanu i Krakowa. Łącznie we wszystkich sześciu domach mieszkanie i opiekę znalazło ok. 300 osób. Był również fundatorem jednej ze stacji Drogi Krzyżowej w sanktuarium Matki Bożej w Czernej oraz bocznego ołtarza Matki Nowego Życia w kościele księży zmartwychwstańców na Woli Duchackiej.
Pochowany został na cmentarzu na Woli Duchackiej w Krakowie.

## Odznaczenia
- Medal Świętego Brata Alberta (1999)[7]
- Medal Bogaci Miłosierdziem (2000)[8]
- Medal Cracoviae Merenti[9]
- tytuł Filantropa Krakowa (2002)[10]